# Börsengesetz (Schweiz)
Das Bundesgesetz über die Börsen und den Effektenhandel (kurz Börsengesetz, BEHG) ist ein Schweizer Bundesgesetz, das den Betrieb von Börsen und den Handel mit Effekten regelt. Grosse Teile wurden mit anderen Gesetzen (u. a. FinfraG, FinmaG) und deren Verordnungen ersetzt.

## Zentrale Bestimmungen

### Vorschriften für Börsen
Der Betrieb einer Börse in der Schweiz ist bewilligungspflichtig. Dabei handelt es sich um eine Polizeibewilligung, d. h., es besteht ein Anspruch auf Bewilligungserteilung, wenn die Bewilligungsvoraussetzungen erfüllt sind.
Die Bewilligungsvoraussetzungen sind:
- Es ist ein Reglement zu erlassen, welches die Erfüllung der Pflichten gemäss BEHG gewährleistet. Dieses Reglement muss von der Eidgenössischen Finanzmarktaufsicht (FINMA), die auf Anfang 2009 die Eidgenössische Bankenkommission als Aufsichtsbehörde abgelöst hat, genehmigt werden.

- Die Mitglieder der Geschäftsleitung, der Leiter der Überwachungsstelle und die Mitglieder des Organs für Oberleitung, Aufsicht und Kontrolle müssen die erforderlichen Fachkenntnisse aufweisen und Gewähr für eine einwandfreie Geschäftsführung aufweisen.

- Das Organ, welches die Oberleitung, Aufsicht und Kontrolle innehat, muss von der Geschäftsführung personell unabhängig sein. Es ist ein organisatorisch unabhängige Überwachungsstelle zu schaffen, die insbesondere den Handel überwacht. Zudem muss eine Zulassungsstelle, eine Offenlegungsstelle und eine unabhängige Beschwerdeinstanz bestehen.

### Vorschriften für Effektenhändler
Effektenhändler, d. h. „natürliche und juristische Personen und Personengesellschaften, die gewerbsmässig für eigene Rechnung zum kurzfristigen Wiederverkauf oder für Rechnung Dritter Effekten auf dem Sekundärmarkt kaufen und verkaufen, auf dem Primärmarkt öffentlich anbieten oder selbst Derivate schaffen und öffentlich anbieten“, benötigen für ihre Tätigkeit eine Bewilligung der Eidgenössischen Finanzmarktaufsicht.
Der Effektenhändler hat eine Informationspflicht, aufgrund derer er die Kunden über die Risiken einer bestimmten Geschäftsart hinweisen muss. Weiter kommt ihm eine Sorgfaltspflicht zu, wonach die Aufträge zeitlich, preislich und örtlich in bestmöglicher Weise zu erfüllen sind. Zudem besitzt er eine Treuepflicht, gemäss der sicherzustellen ist, dass die Kunden durch einen Interessenkonflikt nicht benachteiligt werden, und alle Kunden unter gleichen Umständen gleich zu behandeln sind.
Der Effektenhändler ist verpflichtet, über die durchgeführten Transaktionen und eingegangenen Aufträge ein Journal zu führen. Abschlüsse bei Effekten, die an einer Schweizer Börse zum Handel zugelassen sind, hat er der Meldestelle der Börse zu melden, unabhängig davon, ob die Abschlüsse börslich oder ausserbörslich durchgeführt werden.

### Meldepflicht von Beteiligungen
Bei Überschreiten der Schwellenwerte von 3, 5, 10, 15, 20, 25, 25, 331/3, 50 oder 662/3 Prozent der Stimmrechte einer Gesellschaft mit Sitz in der Schweiz, deren Beteiligungspapiere mindestens teilweise in der Schweiz kotiert sind, muss der betreffende Investor dies der Börse und der Gesellschaft melden (Art. 120 FinfraG). Dabei spielt es keine Rolle, ob die Stimmrechte ausgeübt werden können. Von der Meldepflicht ist auch der indirekte Erwerb, etwa über ein Tochterunternehmen, und die Absprache mit Dritten erfasst.

### Öffentliche Kaufangebote
Beim Erwerb von mehr als 33 1/3 der Stimmrechte einer Publikumsgesellschaft hat den Inhabern der kotierten Beteiligungspapieren ein öffentliches Kaufangebot zu machen. Der Preis des Angebots muss dabei mindestens dem Börsenkurs und darf maximal 25 Prozent unter dem höchsten Preis liegen, den der Anbieter innerhalb von 12 Monaten bezahlt hat. Diese Regelung gilt auch, wenn eine organisierte Gruppe mehr als 33 1/3 der Stimmrechte erwirbt.

## Aufsichtsbehörde
Aufsichtsbehörde, welche die Einhaltung des Börsengesetzes überwacht, ist die Eidgenössische Bankenkommission (EBK), seit 1. Januar 2009 die Eidgenössische Finanzmarktaufsicht (FINMA). Die FINMA entstand aus dem Zusammenschluss der Eidgenössischen Bankenkommission (EBK), des Bundesamts für Privatversicherungen (BPV) und der Kontrollstelle für Geldwäscherei (Kst GwG).